# Sydney Spirit
Les Sydney Spirit sont un club disparu de basket-ball basé dans la ville de Sydney en Australie. Il était le second club de Sydney avec les Kings à évoluer National Basketball League, le plus haut niveau en Australie.

## Historique

Logo des West Sydney Razorbacks de 1998 à 2003
Logo des West Sydney Razorbacks de 2003 à 2008

## Joueurs célèbres ou marquants
- Sam Mackinnon